# Bingo (Bingo)
Pour les articles homonymes, voir Bingo (homonymie).
Cet article concerne le village chef-lieu. Pour le département et la commune rurale, voir Bingo (département).
Bingo est un village du département de Bingo, dont il est le chef-lieu, situé dans la province du Boulkiemdé de la région Centre-Ouest au Burkina Faso.

## Démographie
| 2003  | 2006  | 2012 |
| ----- | ----- | ---- |
| 2 111 | 2 043 | -    |

En 2006, sur les 2 043 habitants du village – regroupés en 292 ménages – 55,41 % étaient des femmes, près 45,9 % avaient moins de 14 ans, 46,3 % entre 15 et 64 ans et environ 7,6 % plus de 65 ans.

## Économie
L'économie du village est marquée par sa position sur la ligne de chemin de fer reliant Abidjan à Ouagadougou, la gare de Bingo étant l'avant-dernière arrêt avant la gare de Ouagadougou.

## Éducation et santé
Le village accueille un centre de santé et de promotion sociale (CSPS).
Le village possède deux écoles primaires publiques (bourg et Kalcin) et une maison de la femme.